# (10056) Johnschroer
(10056) Johnschroer est un astéroïde de la ceinture principale.

## Description
(10056) Johnschroer est un astéroïde de la ceinture principale. Il fut découvert le 19 janvier 1988 à La Silla par Henri Debehogne. Il présente une orbite caractérisée par un demi-grand axe de 2,35 UA, une excentricité de 0,07 et une inclinaison de 5,7° par rapport à l'écliptique.

## Compléments